# Tướng quân giữa mê hồn trận
Tướng quân giữa mê hồn trận (tiếng Tây Ban Nha: El general en su laberinto) là một tiểu thuyết của nhà văn người Colombia đoạt giải Nobel Văn học Gabriel García Márquez.

## Lịch sử
Đây là một cuốn tiểu thuyết dã sử tái tạo lại những ngày cuối cùng của Simón Bolívar - một trong những nhà lãnh đạo chính của quá trình phát triển độc lập chính trị ở Nam Mỹ trong những năm đầu tiên của thế kỷ XIX.
Được phát hành vào năm 1989, câu chuyện tập trung vào các diễn biến của Bolivar về cuộc hành trình đưa ông từ Bogota đến bờ biển Caribe của Colombia để cố gắng rời khỏi nước Mỹ và đi sống lưu vong ở châu Âu.
Trong tiểu thuyết, có thể được đóng khung kiểu tiểu thuyết về những kẻ độc tài, ốm đau tuyệt vọng, và cái chết không thể tránh khỏi so bởi bệnh tật, tình yêu và cuộc sống với tầm nhìn một truyền thống anh hùng của Bolivar, mang đến cho người đọc một bức chân dung gần gũi của Liberator. Và để làm nổi bật các tính cách của ông lúc về già, khi thể chất và tâm thần của ông đang dần kiệt quệ. Cuốn tiểu thuyết khám phá những mê cung của cuộc đời Bolívar thông qua việc những ký ức của ông.
Sau thành công của tác phẩm khác như Trăm năm cô đơn và Tình yêu thời thổ tả, García Márquez quyết định viết về những người giải phóng dân tộc, được viết sau khi ông đọc một cuốn tiểu thuyết chưa hoàn thành bởi người bạn Álvaro Mutis của ông về Bolivar. Ông thu thập các câu chuyện về hành trình của Bolivar bằng sông Magdalena vào năm 1830. Sau hai năm nghiên cứu, báo cáo rộng rãi bao gồm các lĩnh vực viện trợ Ailen Bolivar, Daniel Florencio O'Leary, và các tài liệu khác về lịch sử và tham vấn với các học giả, García Márquez xuất bản cuốn tiểu thuyết về bảy tháng cuối đời Bolívar.
Hỗn hợp của thể loại làm Tướng quân giữa mê hồn trận rất khó để phân loại, và bình luận không đồng ý là để được nơi để đặt nó trên quy mô giữa tiểu thuyết và lịch sử. García Márquez đã chèn vào và diễn dịch các yếu tố của tiểu thuyết - một số vào những giây phút thân mật nhất của Bolivar - gây ra sự phẫn nộ giữa các thành phần của châu Mỹ La tinh khi cuốn tiểu thuyết được xuất bản. Nhiều nhân vật nổi tiếng người Mỹ tin rằng các cuốn tiểu thuyết làm hư hại danh tiếng của một trong những nhân vật lịch sử quan trọng nhất trong khu vực và mang đến một hình ảnh tiêu cực ra thế giới bên ngoài. Những người khác nhìn thấy Tướng quân giữa mê hồn trận nuôi dưỡng các nền văn hóa Latin và thách thức cho khu vực để giải quyết vấn đề của họ.

## Tiểu sử tác giả
Gabriel Garcia Márquez (sinh năm 1927) tại Aracataca, một thị trấn bên bờ biển Caribê, thuộc miền Bắc Columbia, ông là nhà văn nổi tiếng người Colombia. Ngoài viết văn ông còn là một nhà báo và một nhà hoạt động chính trị.
Ông được biết đến với các tiểu thuyết Tình yêu thời thổ tả, Mùa thu của vị trưởng lão, Hồi ức về những cô gái điếm buồn của tôi, Trăm năm cô đơn...
Gabriel Garcia Márquez sinh ra và lớn lên tại một gia đình trung lưu gồm 11 người con và ông là anh cả. Những năm đầu tiên học tại đại học Quốc gia Colombia Márquez đã bắt đầu tham gia viết báo và bắt đầu những tác phẩm văn học đầu tiên gồm 10 truyện ngắn nổi tiếng.
Sau khi học được năm kỳ, ông quyết định bỏ học rồi chuyển về Barranquilla thực sự bước vào nghề báo và viết tiểu quyết đầu tay La hojarasca (Bão lá). Trong năm 1955, ông tới Thụy Sỹ làm đặc phái viên của tờ El Espectador. Sau đó qua Ý học tại Trung tâm thực nghiệm điện ảnh rồi sang Paris sinh sống trong điều kiện vật chất vô cùng khó khăn. Trong thời gian này ông viết cuốn tiểu thuyết La mala hora (giờ xấu), đồng thời tách từ cuốn này viết nên El coronel no tiene quien le escriba (Ngài đại tá chờ thư).
Năm 1982 ông nhận giải Nobel Văn học cho những cống hiến của mình. Sau đó ông vẫn tiếp tục sáng tác và có nhiều tác phẩm giá trị, ngày càng khẳng định được tên tuổi trên văn đàn thế giới.

## Bản dịch tiếng Việt
Bản dịch tiếng Việt do Nguyễn Trung Đức dịch, Nhà xuất bản Hội nhà văn ấn hành năm 1990.